# Arctic Coal Company
Arctic Coal Company fue una empresa minera de carbón que operó minas en Longyearbyen (entonces Longyear City) en Svalbard, Noruega, entre 1906 y 1916.

## Historia

### 1906-1914
El industrial estadounidense William Munro Longyear visitó Spitsbergen como turista en 1901, donde se reunió con una expedición que buscaba carbón. Regresó a Spitsbergen en 1903, donde conoció a Hendrik B. Næss en Adventfjorden, quien le dio muestras e información sobre los campos de Carbón. Junto con su asociado Frederick Ayer, Longyear compró los derechos noruegos en el lado oeste de Adventfjorden, nombró a William Dearborn Muroe como gerente general y amplió los derechos significativamente al año siguiente. En 1906 Arctic Coal Company con sede en Boston, con Ayer y Longyear como principales accionistas, inició la explotación minera en la Mina 1A, después de haber construido muelles y viviendas.La compañía tenía administración estadounidense, pero en su mayoría trabajadores noruegos, y llamó a la ciudad Longyear City.

### 1914-1916
El carbón fue transportado 1,2 kilómetros (0,75 millas) desde la mina hasta el puerto utilizando un teleférico construido por la empresa alemana Adolf Bleichert & Co. de Leipzig. En 1913, la empresa inició los trabajos preliminares para abrir la Mina 2A. Tras las dificultades financieras durante la Primera Guerra Mundial, las operaciones mineras fueron compradas por Store Norske Spitsbergen Kulkompani, que se mudó a  Oslo el 30 de noviembre de 1916.